# Snowclone
Uno snowclone è un tipo di frase fatta, la cui definizione originaria è "un'espressione o frase multi-uso, personalizzabile, immediatamente riconoscibile e ben rodata che, citata a proposito o a sproposito, può essere utilizzata in una gamma illimitata di varianti scherzose da giornalisti e autori dotati di scarsa inventiva".
Un esempio di snowclone è "X val bene un/una Y", una forma generica dell'espressione "Parigi val bene una messa", originariamente attribuita a Enrico IV di Francia. X e/o Y possono essere sostituiti da nuove parole o espressioni, come in "Mirabilandia val bene una messa", "Parigi val bene una griffe", "Il tuo voto val bene una presidenza". Sia la formula generica che le nuove espressioni prodotte a partire da questa sono dette in inglese "snowclone". 
Il principale obiettivo di uno snowclone è sfruttare una formula familiare al lettore e la sua conoscenza culturale preesistente per presentare un messaggio nuovo. L'implicazione della nuova formula può risultare differente da quella originaria, ma può essere compresa sulla base della stessa figura stilistica della prima formulazione.

## Storia
Il termine snowclone è stato coniato da Glen Whitman il 15 gennaio 2004, in risposta a una richiesta di Geoffrey Pullum sul blog Language Log. Il termine (letteralmente "clone della neve") fa riferimento a un caso specifico:
Se gli eschimesi hanno N parole per la neve, allora X avranno M parole per Y.
Come spiega Language Log, si tratta di una nota figura retorica utilizzata dai giornalisti per suggerire che il gruppo culturale X abbia motivo per concentrarsi in modo particolare sul concetto Y, benché la premessa iniziale sia errata: infatti, gli eschimesi NON hanno un numero particolarmente elevato di parole per il concetto "neve".
Nel 1995, il linguista David Crystal definì questo fenomeno "catch structure", citando come esempio l'espressione inglese "to boldly split infinitives that no man had split before" ("dividere infiniti che nessun uomo ha mai diviso prima") utilizzata originariamente nella serie radiofonica di Douglas Adams the Hitchhiker's Guide to the Galaxy (1978). L'espressione di Adams è una citazione dalla frase di Star Trek "...to boldly go where no man has gone before" ("...per andare là dove nessun uomo è mai giunto prima"), che in inglese contiene uno split infinitive (infinito diviso), una costruzione sintattica censurata dalla grammatica prescrittiva inglese di fine Ottocento e tuttora menzionata nei manuali di stile.

## Altri esempi
- "X o Y, per me pari son(o)". Tratta dal Rigoletto di Verdi ("Questa o quella per me pari son"): "Pippo o Sheva per me pari sono"[12], "Rock e lirica per me pari sono"[13], "Testo greco o politico per me pari son"[14]
- "Chi di X ferisce di X perisce" Deriva dal proverbio "Chi di spada ferisce, di spada perisce": "Chi di ricorso ferisce, di ricorso perisce"[15], "Chi di ribaltone ferisce, di ribaltone perisce"[16], "Chi di Bossi ferisce, di Bossi perisce"[17]
- "Non sparate su X" Originariamente "Non sparate sul pianista". Esempi: "Non sparate sulla Scala"[18], "Non sparate sul poetico tiggì"[19], "Non sparate sul 'mammo'"[20]
- "È X, bellezza!". "È la cultura, bellezza!"[21], "È il mercato, bellezza!"[22], "È il berlusconismo, bellezza!"[23] È tratta dal film L'ultima minaccia.
- "Io speriamo che (mi/me) X". X è un verbo, generalmente all'indicativo, benché "sperare" richieda il congiuntivo. Deriva dal titolo del libro di Marcello D'Orta, Io speriamo che me la cavo. Esempi: "Io speriamo che mi votino"[24], "Io speriamo che resto cattolico"[25], "Io speriamo che me la brevettano"[26]